# Николаев, Владимир Романович
Влади́мир Рома́нович Никола́ев (1919—1945) — сержант Рабоче-крестьянской Красной Армии, участник Великой Отечественной войны, Герой Советского Союза (1944).

## Биография
Владимир Николаев родился 19 августа 1919 года в деревне Дмитрово (ныне — Духовщинский район Смоленской области). 

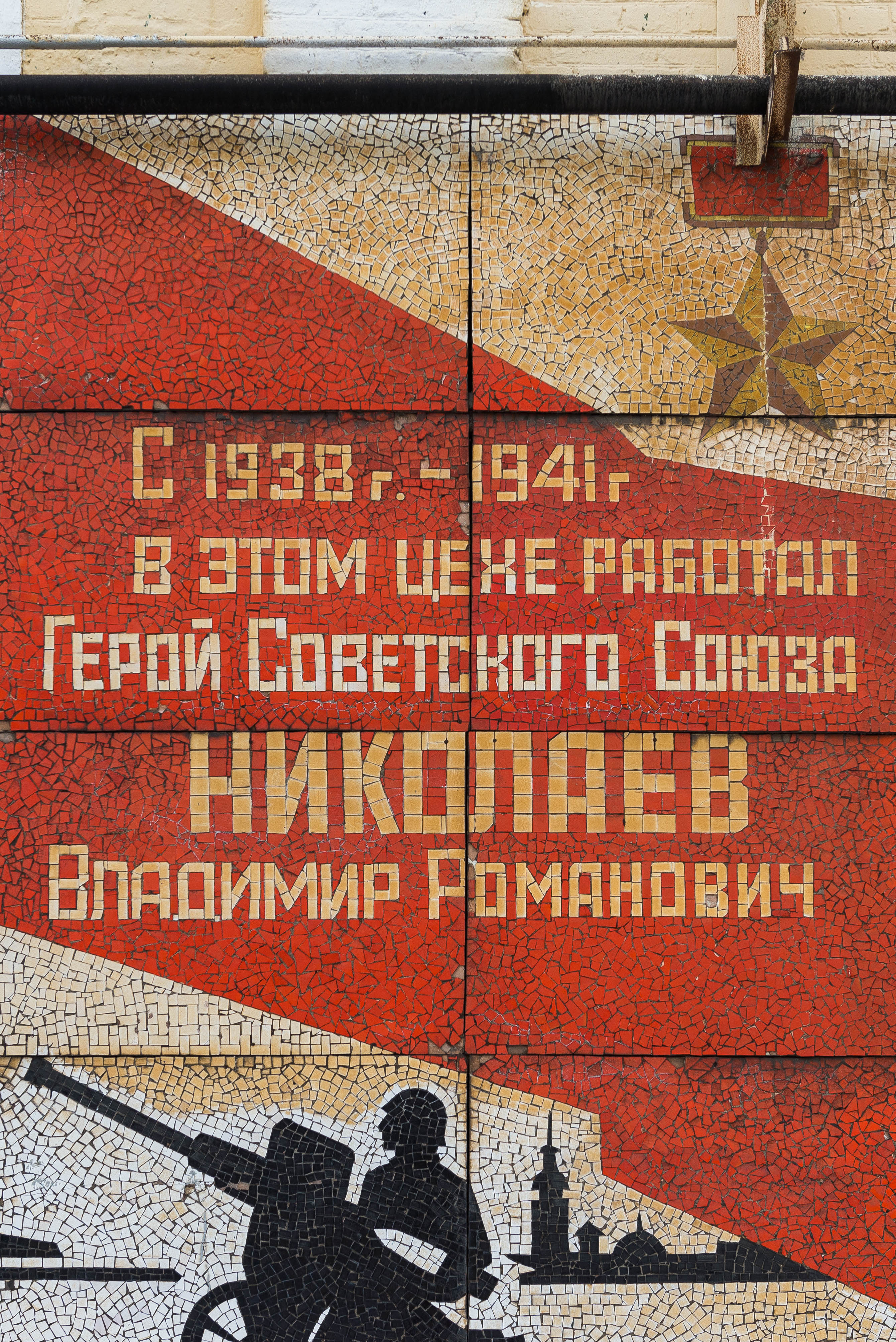
Мозаичное панно на фасаде цеха завода «Электросталь»

Летом 1937 года приехал на строительство подмосковного завода «Электросталь».  За четыре года стал квалифицированным вальцовщиком в первом прокатном цехе. За хорошую работу руководство завода премировало его патефоном. До Великой Отечественной войны женился (супруга – Пелагея Ивановна Горбунова).  В семье родилось детей.
В 1941 году Николаев был призван на службу в Рабоче-крестьянскую Красную Армию. С того же года — на фронтах Великой Отечественной войны.
К июню 1944 года сержант Владимир Николаев был наводчиком орудия 1309-го истребительно-противотанкового артиллерийского полка 46-й отдельной истребительно-противотанковой артиллерийской бригады 21-й армии Ленинградского фронта. Отличился во время освобождения Ленинградской области. 10 июня 1944 года в бою он получил два ранения, но отправился в госпиталь лишь после выполнения боевой задачи. 22 июня 1944 года Николаев вернулся в строй. Командир батареи Иван Соломоненко приказал ему встать к орудию и вести огонь по противнику, уничтожив противотанковое орудие и большое количество солдат и офицеров противника. Когда у Николаева закончились боеприпасы, он под вражеским обстрелом добрался до танкистов и навёл их на недобитые цели. В том бою он был контужен, но остался в строю.
Указом Президиума Верховного Совета СССР от 21 июля 1944 года за «образцовое выполнение боевых заданий командования в боях под Ленинградом и проявленные при этом мужество и героизм» сержант Владимир Николаев был удостоен высокого звания Героя Советского Союза. Орден Ленина и медаль «Золотая Звезда» он получить не успел, так как 30 января 1945 года погиб в бою на территории Восточной Пруссии. Похоронен в братской могиле в посёлке Ушаково Гурьевского района Калининградской области.
Был также награждён орденом Отечественной войны 1-й степени и рядом медалей. Навечно зачислен в списки личного состава воинской части.

## Сохранение памяти

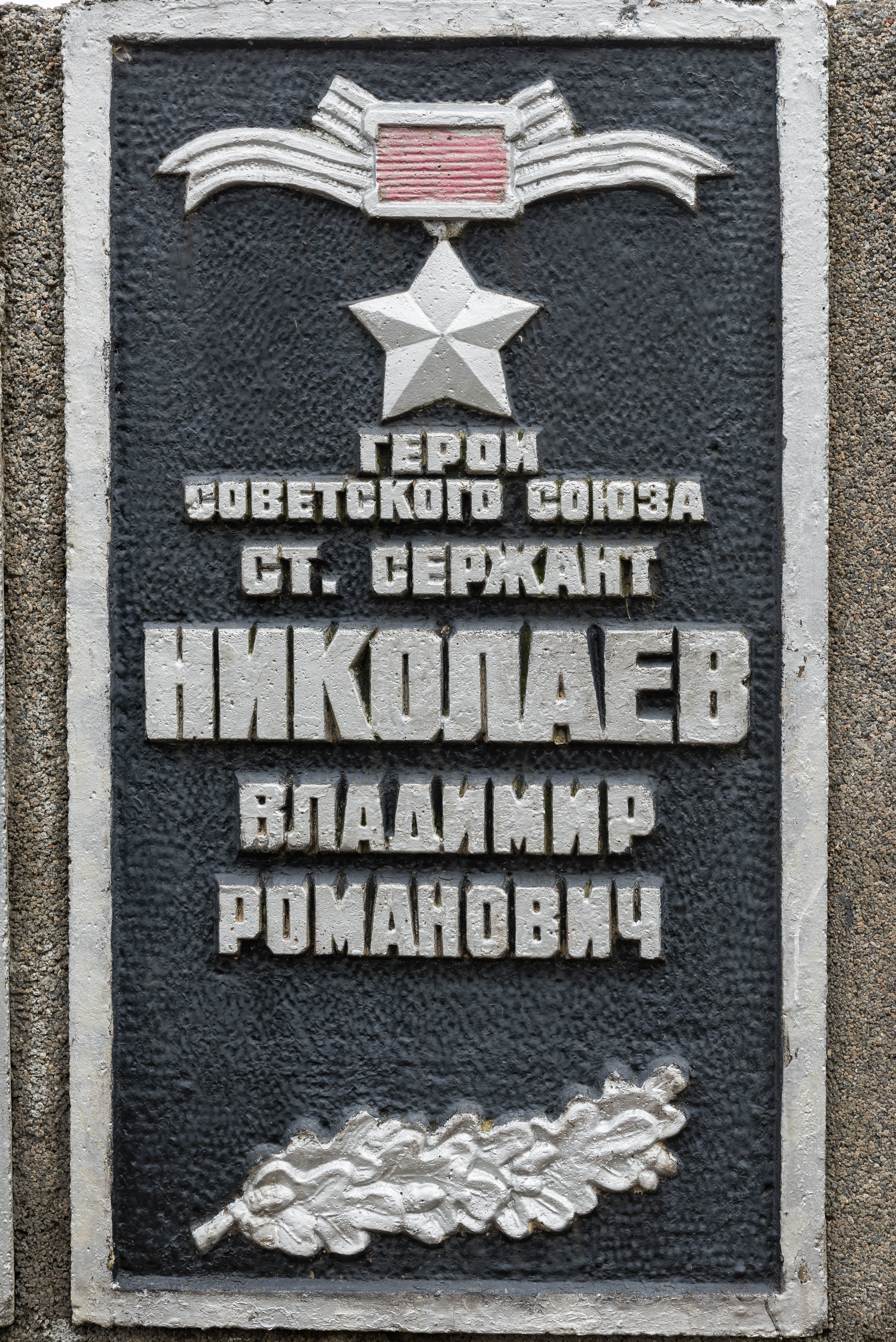
Плита на братской могиле.

Имя Николаева носят улица в Электростали и переулок Выборге. На фасаде бывшего банковского здания в Выборге размещена памятная доска, посвящённая подвигу Николаева.
В Музее артиллерии, инженерных войск и связи Санкт-Петербурга на мемориальной доске высечено имя Николаева. Оно также занесено в Золотую книгу Героев Советского Союза и начертано золотыми буквами на мраморной плите зала Победы в Центральном музее Вооружённых Сил в Москве.

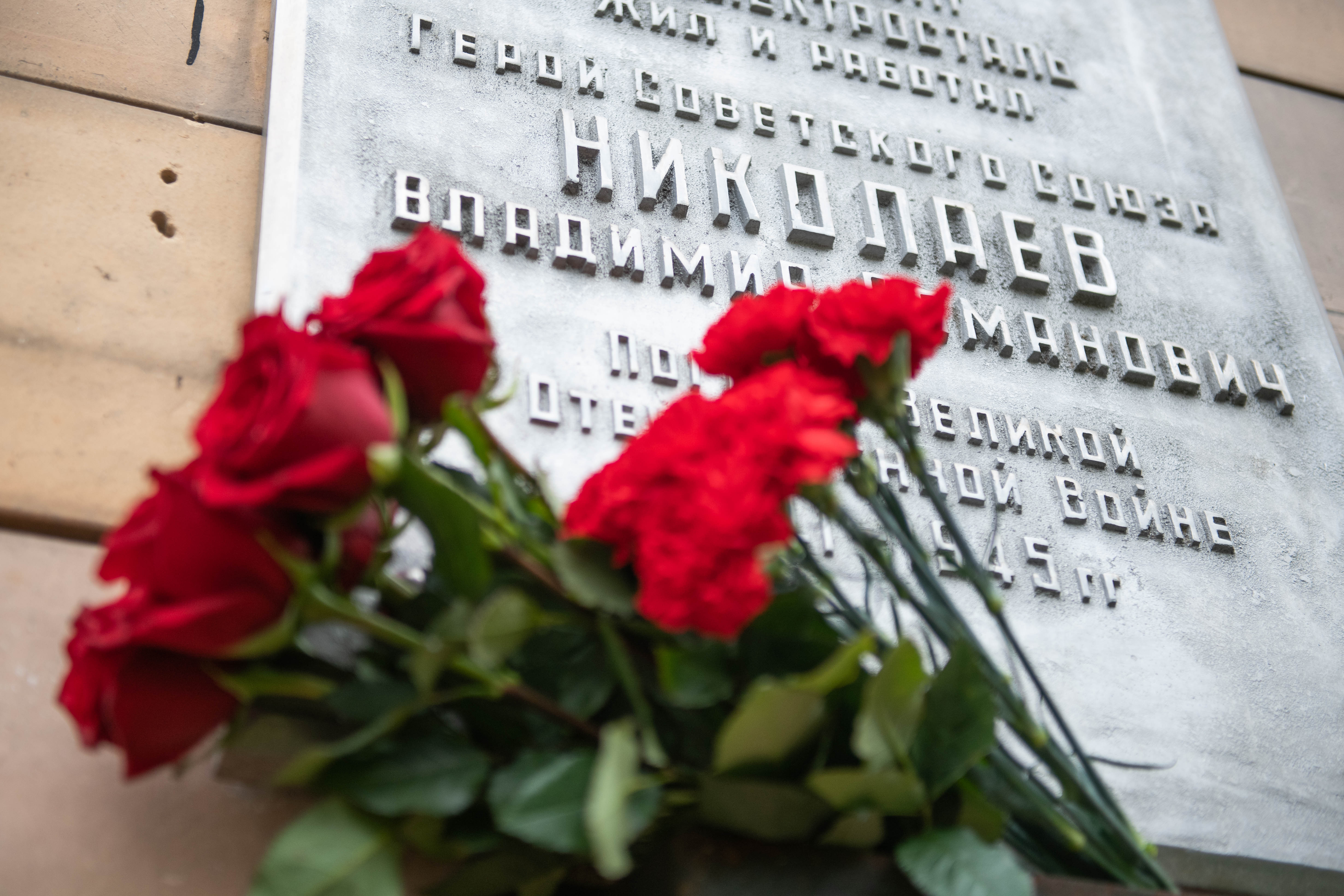
Мемориальная доска в Электростали

В Электростали особенно чтят память Героя Советского Союза. 
К 20-й годовщине Победы в Великой Отечественной войне исполком горсовета Электростали, рассмотрев представление комиссии горвоенкомата, принял решение об увековечении памяти Владимира Романовича Николаева. В его честь переименовали улицу Полярную.
На доме № 23 по улице Николаева 8 мая 1965 года была торжественно открыта мемориальная доска. Доску отливали по модели модельщика фасонно-литейного цеха завода «Электросталь» Алексея Ивановича Сухова. Сам Николаев в этом доме никогда не жил.
В тот же день, 8 мая 1965 года, на здании первого прокатного цеха металлургического завода «Электросталь» установили мозаичное панно. Сегодня цех законсервирован, но панно по-прежнему существует и поддерживается в хорошем состоянии.